# استان سامارا

استان سامارا در نقشهٔ روسیه.

استان سامارا (به روسی: Сама́рская о́бласть، تلفظ: سامارسکایا اُبلاست) یکی از واحدهای فدرالی فدراسیون روسیه است.
این استان در ناحیه فدرالی ولگا قرار گرفته و مرکز آن شهر سامارا است. در جریان انقلاب ۱۹۰۵ روسیه یک جمهوری کوتاه‌مدت به نام جمهوری استاری بویان در این منطقه بر پا شد.
جمعیت این استان در سال ۲۰۱۰ برابر ۳٬۲۱۵٬۵۳۲ نفر بوده‌است. مساحت این استان ۵۳٬۶۰۰ کیلومتر مربع است.